# Вкусное путешествие с Жераром Депардьё
«Вкусное путешествие с Жераром Депардьё»  (фр. À pleines dents!) —  французский документальный сериал, транслируемый с октября 2015 года на канале Arte. Каждый выпуск представляет собой гастрономическую экскурсию с Жераром Депардьё в компании его друга, шеф-повара Лорана Адье.
На российском телевидении шоу впервые было показано в 2021 году на канале «Кухня ТВ».

## Сюжет
Жерар Депардьё и Лоран Адье открывают  для себя и зрителей несколько регионов мира через  призму кулинарной культуры данной местности, они встречаются в каждом эпизоде с яркими персонажами —  поварами, фермерами и просто интересными личностями.

## Сезоны

### Первый сезон (2015)
Первый сезон состоит из пяти серий, которые транслировались на Arte с 12 по   16 октября 2015.
1. Бретань
2. Шотландия
3. Страна Басков (при участии Эдуара Баэра)
4. Северная Италия
5. Южная Италия

### Второй сезон (2016)
Второй сезон также состоит из пяти серий, которые транслировались на Arte с 17 по   21 октября 2016.
1. Иль-де-Франс
2. Португалия
3. Каталония
4. Бавария
5. Фес

По словам Артура Лиминьяна из Slate, шоу демонстрирует «лучшую роль Депардьё», роль «эпикурейца без границ».